# Only You (内田有紀の曲)
「Only You」（オンリー・ユー）は、内田有紀の楽曲・3枚目のシングル。1995年4月21日にキングレコードから発売された。

## 概要
前作「明日は明日の風が吹く」からわずか2週間後にリリースされた作品。
ジャケットでのアーティスト名表記は「YUKI UCHIDA｣と英文表記になっている。
プロデュースは小室哲哉。振付はTRFのCHIHARU。
小室は「彼女なら歌に関してもっと格好いいことができるだろう」と思って、プロデュースの依頼を引き受けた。

## タイアップ
「ロッテリア」のCMソングとして使用。スーパー戦隊シリーズ第19作、超力戦隊オーレンジャー第15話の前半部分でも流された。

## 収録曲
（全作詞・作曲・編曲：小室哲哉）
1. Only You（Original Mix） [5:46]
2. Only You（Jungle Mix） [5:10]
3. Only You（Original Karaoke Mix） [5:40]

## 収録アルバム
- 『MI-CHEMIN』（Tribal Mix）
- 『Present』（Original Mix）
- 『内田有紀 パーフェクト・ベスト』（Original Mix）